# Graffiti Radio
Graffiti Radio  est une station de radio locale associative.

## Histoire
La radio Graffiti est créée en 1986 dans un club de jeunes situé rue Pierre-Oliveau à La Roche-sur-Yon. Initialement conçue comme une expérience radiophonique estivale, elle poursuit ses activités au-delà de cette période.
En 1987, la station diffuse ses programmes de 7 h à minuit, sept jours sur sept. En 1989, elle déménage dans le foyer Guy-Bourrieau, toujours dans le quartier de Saint-André-d'Ornay. L'association Graffiti est officiellement fondée en novembre 1990 .
En 1994, les studios sont rénovés grâce à une subvention municipale. Deux ans plus tard, la radio se sépare du Foyer des jeunes. En 1997, Graffiti célèbre ses dix ans à la discothèque Le Newton. L'année suivante, l'obligation imposée par le CSA conduit à l'arrivée de la pige audio. En 2000, l'installation du logiciel Dalet marque l'informatisation de la station. En 2002, un nouveau logo introduit l'appellation « Urban-Radio ».
En 2004, Graffiti lance son site internet, puis fête ses vingt ans en 2006. En 2007, elle débute la diffusion par TDF. En 2010, le studio de diffusion est rénové et un nouveau logo est adopté.
En 2019, la station change de site de diffusion FM, cesse la diffusion via TDF, revient à l’auto-diffusion et amorce la diffusion en DAB+,.
En 2024, Graffiti met en ligne un nouveau site internet et adopte un nouveau nom de domaine, passant de urban-radio.com à graffitiradio.fr.

## Identité de la radio

### Généralités
Son but est de promouvoir la scène locale et les musiques indépendantes, dans une programmation musicale éclectique mais toujours alternative et exigeante. Elle permet également à chaque personne qui le souhaite de pouvoir pratiquer la radio par l’animation d'une émission ou d'une chronique.

### Fonctionnement et ressources
Graffiti fait partie du Syndicat national des radios libres (SNRL), et de la Fédération des radios associatives en Pays de la Loire (FRAP).
Elle est une association dirigée par un conseil d'administration (CA), élu par l'assemblée générale annuelle. Le CA se réunit une fois par mois pour décider des orientations et décisions à moyen terme. Pour mettre en œuvre et faire vivre l'association Graffiti compte une équipe salariale de trois personnes, ainsi qu'une cinquantaine d’adhérents animateurs d'émissions ou de chroniques.

## Partenariats
Graffiti entretient de nombreux partenariats avec le tissu associatif local et régional ainsi qu'avec les collectivités territoriales :
- cinéma le Concorde ;
- fédération des radios associatives en Pays de la Loire (FRAP) ;
- fonds de soutien à l'expression radiophonique (FSER) ;
- direction régionale des affaires culturelles ;
- le Quai M ;
- le Grand R ;
- Ville de La Roche-sur-Yon.

## Pour en savoir plus